# تأثير التباعد
تأثير التباعد (بالإنجليزية: spacing effect)‏ هو ظاهرة تشير إلى أن تعلم قدر من المعلومات يكون أفضل عندما تتباعد فترات دراسته علي مدار الوقت، بدلا من دراسة نفس الكمية من المحتوى في جلسة واحدة. ولهذا فمن الأفضل استخدام التكرار المتباعد بدلا من العرض الشامل. وعمليا يشير هذا التأثير إلى أن التحميل (الدراسة المكثفة في في اللحظة الأخيرة) ليلة الامتحان ليس من المرجح أن يكون فعالا مثل الدراسة على فترات في إطار زمني أطول. ومن المهم أن نلاحظ أن الاستفادة من التكرار المتباعد لا تظهر في فترات الاحتفاظ القصيرة، والتي تميل فيها العروض الشاملة إلى أداء أفضل للذاكرة. هذا التأثير هو صعوبة مرغوبة. حيث أنه يتحدى المتعلم ولكنه يؤدي إلى تعلم أفضل على المدى الطويل.
تم تحديد هذه الظاهرة لأول مرة من قبل هيرمان إيبينهاوس، ونشرت دراسته التفصيلية في كتاب 1885 (الذاكرة: مساهمة في علم النفس التجريبي). وقد تم دعم هذه النتيجة القوية من خلال دراسة العديد من مهام الذاكرة الصريحة مثل الاستدعاء الحر، والإدراك.
وقد قدم الباحثون عدة تفسيرات محتملة لتأثير التباعد، وأجريت بحوث كثيرة تدعم تأثيره على التذكر. وعلى الرغم من هذه النتائج، فإن متانة هذه الظاهرة ومقاومتها للتلاعب التجريبي جعلت الاختبار التجريبي لها أمرا صعبا.